# یاکومو، هوکایدو
یاکومو، هوکایدو (به لاتین: Yakumo, Hokkaido) یک منطقهٔ مسکونی در ژاپن است که در هوکایدو واقع شده‌است. یاکومو  ۱۷٬۲۹۹ نفر جمعیت دارد.